# Leucadendron xanthoconus
Leucadendron xanthoconus är en tvåhjärtbladig växtart som först beskrevs av Carl Ernst Otto Kuntze, och fick sitt nu gällande namn av Karl Moritz Schumann. Leucadendron xanthoconus ingår i släktet Leucadendron och familjen Proteaceae. Inga underarter finns listade i Catalogue of Life.